# Roman Wieruszewski
Roman Wieruszewski (ur. 9 kwietnia 1947 w Gliwicach) – polski prawnik i politolog, profesor nauk prawnych specjalizujący się w prawach człowieka, nauczyciel akademicki, były członek Komitetu Praw Człowieka ONZ i jego wiceprzewodniczący, rektor Europejskiej Wyższej Szkoły Prawa i Administracji w Warszawie.

## Życiorys
W 1969 ukończył studia prawnicze na Uniwersytecie im. Adama Mickiewicza w Poznaniu. W 1973 na tej samej uczelni uzyskał stopień naukowy doktora w zakresie politologii. Habilitował się w 1984 w Instytucie Nauk Prawnych Polskiej Akademii Nauk. Postanowieniem z 23 grudnia 2010 otrzymał tytuł profesora nauk prawnych.
W latach 1969–1973 pracował jako nauczyciel akademicki na Uniwersytecie im. Adama Mickiewicza. W 1975 został pracownikiem naukowym Instytutu Nauk Prawnych PAN. W 1988 jako stypendysta Fundacji im. Aleksandra von Humboldta przebywał na stażu naukowym na Uniwersytecie Ludwika i Maksymiliana w Monachium. Prowadził wykłady na tej uczelni, a także na uniwersytetach m.in. w Bochum i Moguncji. Został docentem w INP PAN, profesorem nadzwyczajnym i kierownikiem Katedry Praw Człowieka i Prawa Europejskiego Szkoły Wyższej Psychologii Społecznej, a później kierownikiem Katedry Prawa Konstytucyjnego i Praw Człowieka, prorektorem i rektorem w Europejskiej Wyższej Szkole Prawa i Administracji. Był też wykładowcą i profesorem w Bałtyckiej Wyższej Szkole Humanistyczej w Koszalinie, Wyższej Szkole Zarządzania i Bankowości w Poznaniu i Wyższej Szkole Umiejętności Społecznych im. prof. Michała Iwaszkiewicza w Poznaniu.
Od drugiej połowy lat 80. zajmuje się zagadnieniami związanymi z prawami człowieka. Był m.in. współpracownikiem Tadeusza Mazowieckiego, gdy ten w latach 1992–1995 pełnił funkcję specjalnego wysłannika ONZ w Bośni i Hercegowinie. Od 1996 do 1998 Roman Wieruszewski stał na czele misji Wysokiego Komisarza Narodów Zjednoczonych do spraw Praw Człowieka z siedzibą w Sarajewie. W latach 1998–2000 i 2003–2006 zasiadał w Komitecie Praw Człowieka ONZ, w tym jako jego wiceprzewodniczący w okresie 2003–2004. Został też m.in. kierownikiem Poznańskiego Centrum Praw Człowieka, ekspertem ds. praw człowieka OBWE, członkiem redakcji „Studiów Prawniczych”, Komitetu Bioetyki PAN, rady programowej Fundacji „Panoptykon”, rady programowej Programu Spraw Precedensowych. W 2017 został członkiem rady programowej Archiwum im. Wiktora Osiatyńskiego.
Jest autorem, współautorem i redaktorem licznych publikacji naukowych poświęconych prawom człowieka i zajmującym się nimi instytucjom międzynarodowym. Współzałożyciel Polskiego Towarzystwa Prawa Konstytucyjnego.
W 2017 wydano na jego cześć publikację pt. O prawach człowieka. Księga jubileuszowa Profesora Romana Wieruszewskiego.

## Wybrane publikacje
- Podstawowe obowiązki obywateli PRL, Ossolineum, Wrocław 1984.
- Prawa człowieka. Model prawny (redaktor i współautor), Ossolineum, Wrocław 1991.
- System ochrony praw człowieka (współautor), Zakamycze, Kraków 2003.
- Prawne granice wolności sumienia i wyznania'' (redaktor i współautor), Wolters Kluwer Polska, Warszawa 2012.